# Zambrana
Zambrana – gmina w Hiszpanii, w prowincji Araba, w Kraju Basków, o powierzchni 39,51 km². W 2011 roku gmina liczyła 430 mieszkańców.